# Robert Coppée

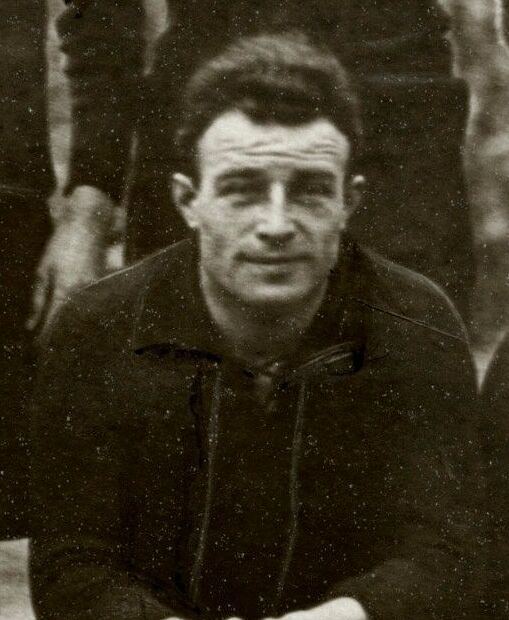
Robert Coppée (1922)

Robert Coppée, född 23 april 1895 i Haine-Saint-Pierre, död 1970, var en belgisk fotbollsspelare.
Coppée blev olympisk guldmedaljör i fotboll vid sommarspelen 1920 i Antwerpen.